# الزن
الزن (به فرانسوی: Alzen) یک کمون در فرانسه است که در Canton of La Bastide-de-Sérou واقع شده‌است.

## خصوصیات
الزن ۱۷٫۸۷ کیلومترمربع مساحت و ۲۱۰ نفر جمعیت دارد و ۶۵۰ متر بالاتر از سطح دریا واقع شده‌است.